# قانون أنشطة نشر نفقات السفر
قانون أنشطة نشر نفقات السفر في 11 مايو 1922 في الولايات المتحدة، سمح لموظفي خدمة الغابات بتعويضهم عن السفر لمسافات طويلة المتعلقة بحملات التوعية العامة ومشاريع أبحاث الغابات لمسافات طويلة المطلوبة.